# Diplurodes subtriangula
Diplurodes subtriangula là một loài bướm đêm trong họ Geometridae.